# رافاييل باريتو
رافاييل باريتو (بالبرتغالية: Rafael Barreto‏) هو مغني برازيلي، ولد في 21 أكتوبر 1985 في سالفادور في البرازيل.